# Diane Lepvrier
Diane Lepvrier, née le 23 mars 1945, est une actrice française.

## Biographie
Dans les années 1960, elle vit dans une communauté hippie. Elle se marie avec le scénariste Philippe Dumond avec lequel elle a un fils, Cédric, né en 1969.
En 1964, elle incarne un des rôles principaux du téléfilm Une fille dans la montagne de Roger Leenhardt.
En 2010, elle joue le personnage de Mona dans le court-métrage Les Matrones de Steve Catieau.

## Filmographie

### Cinéma
- 1961 : Une aussi longue absence de Henri Colpi : Martine (créditée Diana Lepvrier)
- 1962 : Le Combat dans l'île de Alain Cavalier : Cécile (créditée Diana Lepvrier)
- 1963 : Landru de Claude Chabrol : Suzanne Landru
- 1963 : Le Glaive et la Balance d'André Cayatte : Marianne (créditée Diana Lepvrier)
- 1963 : Mort, où est ta victoire ? d'Hervé Bromberger
- 1964 : Marie Soleil d'Antoine Bourseiller : Élise
- 1966 : Et la femme créa l'amour de Fabien Collin : Clo
- 1967 : Benjamin ou les mémoires d'un puceau de Michel Deville : Domino rose (créditée Diana Lepvrier)
- 1970 : Justine de Sade de Claude Pierson : Comtesse de Gernande
- 1971 : Une larme dans l'océan d'Henri Glaeser : Jadwiga
- 1972 : Voyages avec ma tante de George Cukor : Rita (non créditée)
- 1986 : On a volé Charlie Spencer ! de Francis Huster
- 1991 : Conte d'hiver d'Eric Rohmer : Hermione

### Télévision
- 1964 : Une fille dans la montagne de Roger Leenhardt : Simone (créditée Diana Lepvrier)
- 1966 : L'auberge de la licorne de Harry Fischbach : Juliette
- 1968  : Le Curé de village d'Edmond Tiborovsky
- 1990 : Tribunal (épisode 183 Des cris dans la nuit) : Marie-Claude Kentor
- 1993 : Albert Savarus d'Alexandre Astruc

## Doublage
- 2019 : Looking for Alaska : ? ( ? ) (mini-série)

## Théâtre
- 2007 : Prime Time de Philippe Dumond et Cédric Dumond, mise en scène Marie-Madeleine Burguet, Théâtre des Mathurins